# Les Angles (Pirenéus Orientais)
Les Angles (em catalão:  Els Angles) é uma comuna francesa na região administrativa da Occitânia, no departamento dos Pirenéus Orientais. Estende-se por uma área de 43.20 km², com 558 habitantes, segundo o censo de 2018, com uma densidade de 13 hab/km².